# 2021年サウジアラビアグランプリ
2021年サウジアラビアグランプリ（英: 2021 Saudi Arabian Grand Prix）は、2021年のF1世界選手権第21戦として、2021年12月5日にジッダ市街地コースで開催された。
正式名称は「Formula 1 STC Saudi Arabian Grand Prix 2021」。

## 背景
カタールGP後のチャンピオンシップ順位
ドライバーズタイトルは、カタールGPで優勝したハミルトンがフェルスタッペンとの差を8ポイントまで縮めている。コンストラクターズタイトルでは、メルセデスが1位とリタイア、レッドブルが2位と4位だったことから、レッドブルがメルセデスとの差を5ポイントにまで縮めている。
チャンピオンシップの行方
サウジアラビアGPの結果によってはドライバーズ、及びコンストラクターズの両タイトルが決定する可能性があった。
- ドライバーズタイトル

サウジアラビアGPでフェルスタッペンのタイトルが決定する条件。
| フェルスタッペンのタイトル獲得条件 FL＝ファステストラップ | フェルスタッペンのタイトル獲得条件 FL＝ファステストラップ |
| フェルスタッペン                                          | ハミルトン                                                |
| --------------------------------------------------------- | --------------------------------------------------------- |
| 優勝＋FL                                                  | 6位以下                                                   |
| 優勝                                                      | 7位以下                                                   |
| 2位＋FL                                                   | 10位以下                                                  |
| 2位                                                       | 11位以下（ノーポイント）                                  |
- コンストラクターズタイトル

メルセデスがレッドブルとの差を45ポイント以上にする。
タイヤ
本レースでピレリが持ち込むドライ用タイヤのコンパウンドはハード（白）：C2、ミディアム（黄）：C3、ソフト（赤）：C4の中間の組み合わせ。
DRS：3箇所
- DRS1：ターン19の出口より（ターン17の出口）
- DRS2：ターン25の入口より（ターン22の入口）
- DRS3：ターン27から170m先より（ターン27の入口）

※（）内は検知ポイント
その他
- 11月28日、ウィリアムズの創設者でチーム代表を務めていたフランク・ウィリアムズ卿が死去。ウィリアムズはこの事を受け、サウジアラビアGPでは追悼カラーのFW43Bを走らせた。

## エントリーリスト
レギュラーシートについては前戦カタールGPから変更なし。

## フリー走行
FP1
12月3日 16:30 SAST(UTC+3)
トップはルイス・ハミルトン。「モナコの壁が設置されたシルバーストン」と称されたサーキットだったが、各車は慎重にラップを重ねクラッシュなど中断するようなことはなかった。
FP2
12月3日 20:00 SAST(UTC+3)
トップはルイス・ハミルトン。予選・決勝と同時刻帯で行われるセッションも順調に進んでいたが、残り5分でターン22で姿勢を乱したシャルル・ルクレールがバリアへ激突し、セッションはそのまま終了した。
FP3
12月4日 17:00 SAST(UTC+3)
トップはマックス・フェルスタッペン。セッション自体はスムーズに進んだが、低速周回中の車両と高速周回中の車両が何度かニアミスする場面が見られた。

## 予選
12月4日 20:00 SAST(UTC+3)（文章の出典先）
ポールはルイス・ハミルトン。2番手にはバルテリ・ボッタスが続いた。フェルスタッペンは最後のアタックでリードしていたものの、最終コーナーで外側の壁に接触し3番手に終わった。

### 予選結果
| 順位                | No. | ドライバー                   | コンストラクター              | Q1       | Q2       | Q3       | Grid |
| ------------------- | --- | ---------------------------- | ----------------------------- | -------- | -------- | -------- | ---- |
| 1                   | 44  | ルイス・ハミルトン           | メルセデス                    | 1:28.466 | 1:27.712 | 1:27.511 | 1    |
| 2                   | 77  | バルテリ・ボッタス           | メルセデス                    | 1:28.057 | 1:28.054 | 1:27.622 | 2    |
| 3                   | 33  | マックス・フェルスタッペン   | レッドブル-ホンダ             | 1:28.285 | 1:27.953 | 1:27.653 | 3    |
| 4                   | 16  | シャルル・ルクレール         | フェラーリ                    | 1:28.310 | 1:28.459 | 1:28.054 | 4    |
| 5                   | 11  | セルジオ・ペレス             | レッドブル-ホンダ             | 1:28.021 | 1:27.946 | 1:28.123 | 5    |
| 6                   | 10  | ピエール・ガスリー           | アルファタウリ-ホンダ         | 1:28.401 | 1:28.314 | 1:28.125 | 6    |
| 7                   | 4   | ランド・ノリス               | マクラーレン-メルセデス       | 1:28.338 | 1:28.344 | 1:28.180 | 7    |
| 8                   | 22  | 角田裕毅                     | アルファタウリ-ホンダ         | 1:28.503 | 1:28.722 | 1:28.442 | 8    |
| 9                   | 31  | エステバン・オコン           | アルピーヌ-ルノー             | 1:28.752 | 1:28.574 | 1:28.647 | 9    |
| 10                  | 99  | アントニオ・ジョヴィナッツィ | アルファロメオ-フェラーリ     | 1:28.899 | 1:28.616 | 1:28.754 | 10   |
| 11                  | 3   | ダニエル・リカルド           | マクラーレン-メルセデス       | 1:28.216 | 1:28.668 |          | 11   |
| 12                  | 7   | キミ・ライコネン             | アルファロメオ-フェラーリ     | 1:28.856 | 1:28.885 |          | 12   |
| 13                  | 14  | フェルナンド・アロンソ       | アルピーヌ-ルノー             | 1:28.944 | 1:28.920 |          | 13   |
| 14                  | 63  | ジョージ・ラッセル           | ウィリアムズ-メルセデス       | 1:28.926 | 1:29.054 |          | 14   |
| 15                  | 55  | カルロス・サインツ           | フェラーリ                    | 1:28.237 | 1:53.652 |          | 15   |
| 16                  | 6   | ニコラス・ラティフィ         | ウィリアムズ-メルセデス       | 1:29.177 |          |          | 16   |
| 17                  | 5   | セバスチャン・ベッテル       | アストンマーティン-メルセデス | 1:29.198 |          |          | 17   |
| 18                  | 18  | ランス・ストロール           | アストンマーティン-メルセデス | 1:29.368 |          |          | 18   |
| 19                  | 47  | ミック・シューマッハ         | ハース-フェラーリ             | 1:29.464 |          |          | 19   |
| 20                  | 9   | ニキータ・マゼピン           | ハース-フェラーリ             | 1:30.473 |          |          | 20   |
| 107% time: 1:34.182 |     |                              |                               |          |          |          |      |
| ソース:             |     |                              |                               |          |          |          |      |

## 決勝
12月5日 20:30 SAST(UTC+3)（文章の出典先）
レース前に11月28日に死去したフランク・ウィリアムズ卿を偲んで黙祷とFW07によるトリュビュートランが行われた。
優勝はルイス・ハミルトンで今季8勝目。2番手にはマックス・フェルスタッペン、3番手にはバルテリ・ボッタスとなった。
2度の赤旗中断、4度のVSCが導入、5台がリタイアしたレースだった。ハミルトンはファステストラップも記録し、フェルスタッペンとポイントで並んだ。フェルスタッペンは、コース外走行による5秒加算のペナルティとレース後の審議で37周目のハミルトンとの衝突の原因を作ったとして10秒加算のペナルティが科されたがレース結果は変わらなかった。

### レース結果
| 順位    | No. | ドライバー                   | コンストラクター              | 周回数 | タイム/リタイア原因  | Grid | Pts. |
| ------- | --- | ---------------------------- | ----------------------------- | ------ | -------------------- | ---- | ---- |
| 1       | 44  | ルイス・ハミルトン           | メルセデス                    | 50     | 2:06:15.118          | 1    | 26FL |
| 2       | 33  | マックス・フェルスタッペン   | レッドブル-ホンダ             | 50     | +21.8252             | 3    | 18   |
| 3       | 77  | バルテリ・ボッタス           | メルセデス                    | 50     | +27.531              | 2    | 15   |
| 4       | 31  | エステバン・オコン           | アルピーヌ-ルノー             | 50     | +27.633              | 9    | 12   |
| 5       | 3   | ダニエル・リカルド           | マクラーレン-メルセデス       | 50     | +40.121              | 11   | 10   |
| 6       | 10  | ピエール・ガスリー           | アルファタウリ-ホンダ         | 50     | +41.613              | 6    | 8    |
| 7       | 55  | カルロス・サインツ           | フェラーリ                    | 50     | +44.475              | 15   | 6    |
| 8       | 16  | シャルル・ルクレール         | フェラーリ                    | 50     | +46.606              | 4    | 4    |
| 9       | 99  | アントニオ・ジョヴィナッツィ | アルファロメオ-フェラーリ     | 50     | +58.505              | 10   | 2    |
| 10      | 4   | ランド・ノリス               | マクラーレン-メルセデス       | 50     | +61.358              | 7    | 1    |
| 11      | 18  | ランス・ストロール           | アストンマーティン-メルセデス | 50     | +77.212              | 18   |      |
| 12      | 6   | ニコラス・ラティフィ         | ウィリアムズ-メルセデス       | 50     | +83.249              | 16   |      |
| 13      | 14  | フェルナンド・アロンソ       | アルピーヌ-ルノー             | 49     | +1 Lap               | 13   |      |
| 14      | 22  | 角田裕毅                     | アルファタウリ-ホンダ         | 49     | +1 Lap1              | 8    |      |
| 15      | 7   | キミ・ライコネン             | アルファロメオ-フェラーリ     | 49     | +1 Lap               | 12   |      |
| Ret     | 5   | セバスチャン・ベッテル       | アストンマーティン-メルセデス | 44     | アクシデントダメージ | 17   |      |
| Ret     | 11  | セルジオ・ペレス             | レッドブル-ホンダ             | 14     | アクシデント         | 5    |      |
| Ret     | 9   | ニキータ・マゼピン           | ハース-フェラーリ             | 14     | アクシデント         | 20   |      |
| Ret     | 63  | ジョージ・ラッセル           | ウィリアムズ-メルセデス       | 14     | アクシデント         | 14   |      |
| Ret     | 47  | ミック・シューマッハ         | ハース-フェラーリ             | 8      | アクシデント         | 19   |      |
| ソース: |     |                              |                               |        |                      |      |      |

#### 追記
- ^FL - ファステストラップの1点を含む
- ^1 - 角田は他車と接触したため5秒のタイムペナルティ[21]。
- ^2 - フェルスタッペンはコース外走行によるアドバンテージを得たため5秒のタイムペナルティと他車との接触により10秒のタイムペナルティ[22]。

#### ペナルティポイント
- マックス・フェルスタッペン - 3点（累計7点）[23][24]
- 角田裕毅 - 2点（累計8点）[25]

## 第21戦終了時点のランキング
|         | 順位 | ドライバー                 | ポイント |
| ------- | ---- | -------------------------- | -------- |
|         | 1    | マックス・フェルスタッペン | 369.5    |
|         | 2    | ルイス・ハミルトン         | 369.5    |
|         | 3    | バルテリ・ボッタス         | 218      |
|         | 4    | セルジオ・ペレス           | 190      |
|         | 5    | ランド・ノリス             | 158      |
| ソース: |      |                            |          |

|         | 順位 | コンストラクター        | ポイント |
| ------- | ---- | ----------------------- | -------- |
|         | 1    | メルセデス              | 587.5    |
|         | 2    | レッドブル-ホンダ       | 559.5    |
|         | 3    | フェラーリ              | 307.5    |
|         | 4    | マクラーレン-メルセデス | 269      |
|         | 5    | アルピーヌ              | 149      |
| ソース: |      |                         |          |

|         | 順位 | ドライバー                 | 獲得数 |
| ------- | ---- | -------------------------- | ------ |
|         | 1    | ルイス・ハミルトン         | 6      |
|         | 2    | マックス・フェルスタッペン | 5      |
|         | 3    | バルテリ・ボッタス         | 4      |
|         | 4    | セルジオ・ペレス           | 1      |
|         | 5    | ピエール・ガスリー         | 1      |
| ソース: |      |                            |        |

- 注：いずれもトップ5まで掲載。
- 注：ファストテストラップアワードは同数の場合、カウントバック方式がとられている。